# Il pistolero di Laredo
Il pistolero di Laredo (Gunmen from Laredo) è un film del 1959 diretto da Wallace MacDonald.
È un western statunitense con Robert Knapp, Maureen Hingert e Walter Coy.

## Produzione
Il film, diretto da Wallace MacDonald su una sceneggiatura di Clarke Reynolds, fu prodotto da Wallace MacDonald per la Columbia Pictures e girato nel Bronson Canyon e nell'Iverson Ranch a Chatsworth, Los Angeles, California, dal 14 al 26 marzo 1958. Il titolo di lavorazione fu Chisera.

## Distribuzione
Il film fu distribuito con il titolo Gunmen from Laredo negli Stati Uniti nel marzo 1959 al cinema dalla Columbia Pictures.
Altre distribuzioni:
- in Finlandia il 29 maggio 1959 (Kostaja Laredosta)
- in Messico il 20 luglio 1961 (Marido vengador)
- in Brasile (Vingando Minha Honra)
- in Italia (Il pistolero di Laredo)
- nei Paesi Bassi (De wraak met de tomahawk)
- in Germania Ovest (Revolverheld von Laredo)